# Green Springs

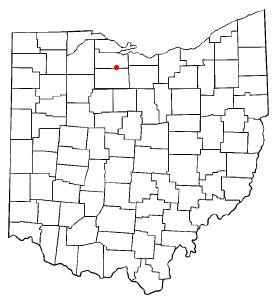
Green Springs na planie stanu Ohio

Green Springs – wieś w USA, w stanie Ohio, w hrabstwie Sandusky. Obecnie (2014) burmistrzem wsi jest Jesse Darr.
Liczba mieszkańców w 2010 roku wynosiła 1 368, a w roku 2012 wynosiła 1 349.